# Carlo Alberto Cappelli
Carlo Alberto Cappelli, detto "Lallo" (Rocca San Casciano, 1907 – Verona, 3 agosto 1982), è stato un impresario teatrale, editore, direttore artistico e appassionato di opera e prosa italiana, scopritore di grandi artisti del calibro di Romolo Valli, Giorgio De Lullo, Anna Maria Guarnieri, Rossella Falk, Gino Cervi, Paolo Stoppa, Vittorio Gassman, Raf Vallone, Giorgio Albertazzi, Anna Proclemer, Luchino Visconti, Gian Maria Volonté, Carla Gravina, tra gli altri.

## Biografia
Carlo Alberto Cappelli nacque nel 1907 a Rocca San Casciano, Forlì, dove la Casa Editrice di famiglia, trasferitasi poi a Bologna, continua a mantenere la tipografia.

### Carriera
Si è occupato per tutta la vita di editoria e teatro. Nel 1931 viene nominato Presidente della Filodrammatica di Bologna, dove nel 1938 inaugura il Luglio musicale in Piazza del Baraccano, un teatro all’aperto da settemila posti, mentre negli anni '40 diventa Sovrintendente del Teatro Comunale.
Ha scoperto tanti giovani talenti, per citare uno dei più famosi Giuseppe Di Stefano. Nel 1950 ha studiato, fondato ed elaborato la Prima Sagra Malatestiana a Rimini.
Sempre negli anni '50 comincia a dedicarsi al teatro di prosa, realizzando un festival che Bologna ospiterà dal 1951 al 1965. È uno dei contributori della nascita del Festival shakespeariano a Verona nel 1954.

### La Compagnia dei Giovani
Nel 1955 crea la Compagnia dei Giovani, con Romolo Valli, Giorgio De Lullo, Anna Maria Guarnieri e Rossella Falk. Sarà il suo impresario per vent’anni, portando al trionfo attori del calibro di Gino Cervi, Paolo Stoppa, Vittorio Gassman, Raf Vallone, Giorgio Albertazzi, Anna Proclemer, Luchino Visconti, Gian Maria Volonté e Carla Gravina.
Nel 1962 fa debuttare l’esordiente Claudio Abbado. Nel 1971 diventa Sovrintendente dell’Arena di Verona e contemporaneamente organizza l’attività invernale del Teatro Filarmonico. Con lui l’Arena vive la sua età d'oro, portando grandi artisti come Luciano Pavarotti, Placido Domingo, José Carreras, Katia Ricciarelli, Carlo Zampighi, Carla Fracci, Rudol'f Nureev.

### Spettacoli di prosa
Carlo Alberto Cappelli è stato, unitamente a Remigio Paone, il più importante organizzatore privato di spettacoli di prosa che l’Italia abbia mai avuto. Dovette gestire anche sei primarie compagnie e nel mondo del teatro lirico fu indiscusso e indimenticato protagonista. Per la sua figura di spicco nel mondo culturale e teatrale e per l’impegno profuso nel promuovere la cultura nella sua città, Bologna nel 1982 gli conferì il “Nettuno d’Oro”.
Carlo Alberto, “Lallo” per gli amici, muore il 3 agosto 1982. Rimane nella memoria di quanti l’hanno conosciuto:

### L'Associazione Carlo Alberto Cappelli
L’Associazione Carlo Alberto Cappelli, Presidente Adolfo Frattagli e Presidente Onorario Vittorio Rossi, fondata nel 1982 a Rocca San Casciano, ha collaborato ad iniziative in ambito comunale, tuttora intrattiene contatti con artisti, impresari, Enti Lirici, Associazioni e assicura la partecipazione di aderenti e amici a eventi teatrali in Italia e all’estero.
Nel 1987 ha creato l’omonimo riconoscimento internazionale, conferito annualmente a grandi artisti del mondo teatrale e musicale, prima nella cittadina romagnola, poi a Roma in Campidoglio e al Teatro dell’Opera, a Parigi in Municipio, al Teatro Comunale di Bologna, al Metropolitan Opera House di New York e al Barbican Centre di Londra.